# Corruption (computerspel)
Corruption is een computerspel dat werd ontwikkeld door Magnetic Scrolls en uitgeven door Rainbird Software. voor diverse platforms. Het spel werd uitgebracht in 1988 voor diverse homecomputers. De speler speelt een aandelenhandelaar die op weg is om snel rijk te worden. Plotseling wordt hij beschuldigd van een misdaad die hij niet begaan heeft. Het doel van het tekstadventure is de onschuld te bewijzen voordat het te laat is. De speler moet commando's met werkwoorden intypen om verder te komen in het spel. In het spel ligt de nadruk meer op het vergaren van informatie en onderzoek dan het oplossen van puzzels.

## Platforms
- Acorn 32-bit (1988)
- Amiga (1988)
- Amstrad CPC (1988)
- Apple II (1988)
- Atari ST (1988)
- Commodore 64 (1988)
- DOS (1988)
- Macintosh (1988)
- ZX Spectrum (1988)

## Ontvangst
| Beoordeeld door | Platform    | Datum          | Score |
| --------------- | ----------- | -------------- | ----- |
| ST/Amiga Format | Atari ST    | augustus 1988  | 91%   |
| Happy Computer  | Atari ST    | augustus 1988  | 86%   |
| Crash!          | ZX Spectrum | oktober 1988   | 85%   |
| Power Play      | Atari ST    | juli 1988      | 85%   |
| ST Action       | Atari ST    | september 1988 | 68%   |